# Tiger Zinda Hai
Tiger Zinda Hai ist ein indischer Spionage-Action-Thriller der Regisseure Ali Abbas Zafar und Musa Muhammed Olayinka. Er erschien am 22. Dezember 2017 in Indien und den USA. Es handelt sich um den zweiten Film innerhalb des YRF Spy Universe und die Fortsetzung von Mission Liebe – Ek Tha Tiger; 2019 erschien mit War ein Ableger; im Jahr 2023 Tiger 3. Salman Khan, sowie Katrina Kaif wiederholten ihre Rollen aus dem ersten Film.

## Handlung
RAW-Top-Agent Tiger wurde zwar eigentlich vom indischen Geheimdienst, für den er arbeitet, fallengelassen und für tot erklärt. Doch als die internationale Terrororganisation ISC unter der Führung des grausamen Abu Usman im Nord-Irak eine Gruppe von indischen Krankenschwestern entführt und droht, diese zu ermorden, ist er der einzige, der sie aufhalten kann. Gemeinsam mit seiner Geliebten, der pakistanischen Agentin Zoya, kehrt er aus dem Ruhestand zurück. Die beiden brechen Undercover in den Irak auf, um dem Terroristen gemeinsam das Handwerk zu legen.

## Rezeption

### Kritiken
Tiger Zinda Hai überzeugte auf Rotten Tomatoes 69 % der 13 Kritiker. Auf IMDb erhielt der Film eine durchschnittliche Bewertung von 5,9.

### Einspielergebnis
Bei einem Produktionsbudget von 20,47 Millionen US-Dollar konnte der Film weltweit über 87,3 Millionen einspielen. Davon kamen über 67,1 Millionen aus Indien.